# (13922) Kremenia
(13922) Kremenia est un astéroïde de la ceinture principale.

## Description
(13922) Kremenia est un astéroïde de la ceinture principale. Il fut découvert le 19 septembre 1985 à Nauchnyj par Nikolaï Tchernykh et Lioudmila Tchernykh. Il présente une orbite caractérisée par un demi-grand axe de 2,62 UA, une excentricité de 0,14 et une inclinaison de 3,7° par rapport à l'écliptique.

## Compléments